# IRIX Interactive Desktop
IRIX Interactive Desktop (anteriormente denominado Indigo Magic Desktop) es un entorno de escritorio que normalmente se usa como el escritorio predeterminado en las estaciones de trabajo de Silicon Graphics que ejecutan IRIX. IRIX Interactive Desktop utiliza el kit de herramientas de widgets Motif en la parte superior del sistema X Window que se encuentra en la mayoría de los sistemas Unix. El administrador de ventanas predeterminado es 4Dwm. 

## Historia
IRIS WorkSpace es el primer entorno de escritorio de SGI en IRIX versiones 3.0 a 5.0. Esto fue sucedido por Indigo Magic Desktop, presentado en 1993 con IRIX 5.1 en la estación de trabajo Indy. Estos son algunos de los primeros entornos de escritorio predeterminados que son estándar en un sistema informático UNIX. 
Indigo Magic Desktop pasó a llamarse IRIX Interactive Desktop con el lanzamiento de IRIX 6.5 en 1998. Eric Masson trabajó junto con SGI para recrear el IRIX Interactive Desktop para Linux, en un proyecto llamado MaXX Interactive Desktop.

## Características
IRIX Interactive Desktop tiene dos componentes principales: System Manager y Toolchest. El Administrador del sistema es la utilidad principal para la configuración de escritorio y sistema. Toolchest es un menú (normalmente ubicado en el escritorio) que muestra qué aplicaciones están instaladas en una estación de trabajo de Silicon Graphics en particular. Cuando no está en uso, las ventanas del programa se minimizan en el escritorio en una pequeña forma rectangular, mientras que el administrador de archivos que también muestra el escritorio usa iconos gráficos vectoriales distintos (utilizando el formato de archivo .fti de .fti). 

### Componentes
- 4Dwm
- background
- clogin
- Desks Overview
- Desktop File Manager
- Icon Catalog
- mediad
- searchbook
- soundscheme
- System Manager
- Toolchest